# E.D. Morel

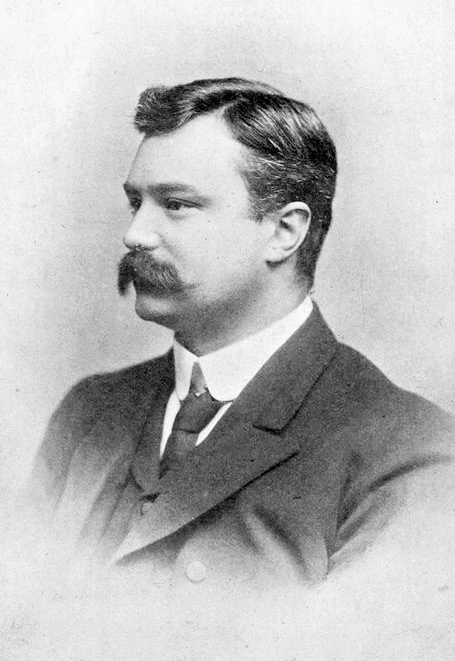
E.D. Morel

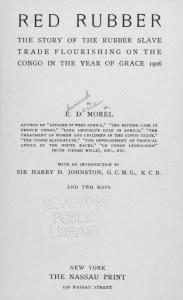
Red Rubber 1906

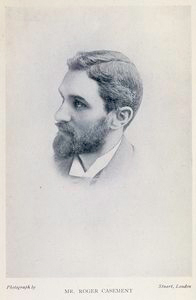
Roger Casement

Edmund Dene Morel född 10 juli 1873, död 12 november 1924, var en brittisk journalist och senare politiker och parlamentariker. Han drev bland annat tidningen West African Mail i vilken han kom att påbörja den tidningskampanj som sedan blev en internationell proteströrelse för att få Belgiens kung Leopold II att lämna ifrån sig sin privata koloni Kongostaten. Under kung Leopolds tid i Kongostaten dödades uppskattningsvis runt tio miljoner människor.

## Morels bakgrund
Morels far, Edmond Morel de Ville, var fransman och hans mor Emmeline de Horne kom från en engelsk kväkarfamilj. Detta skulle kunna förklara det nit han senare i livet skulle komma att uppvisa i sin jakt på att rädda människoliv, men hans religiositet var tveksam och han var snarare en typisk liberal. Då hans far dog när han var ung levde han med sin mor under uppväxten som var lärare, och på detta sparade hon ihop pengar för att sonen skulle kunna gå på Bedford Modern School. Emellertid blev hans mor sjuk och han började istället arbeta på ett fraktföretag i rederibranschen, Elder Dempster. Han kom att gifta sig med en kvinna vid namn Mary Richardson och de fick fem barn, äktenskapet tycks ha varit lyckligt.

## Morels plats i historien
Edmund Morel kom att spela stor roll i historien då han skulle uppfattas vara många hjälplösa afrikaners enda röst i västvärlden under en tid då få människor brydde sig om eller orkade bekymra sig om vad som försiggick i Afrika. Han kom att visa upp en stor entusiasm och verkade helt otröttligt brinna för sin sak, nämligen att befria kongoleserna från dess envåldshärskare Leopold II. Han fick så småningom med sig människor över hela världen, varav många framstående namn, bland såväl vanligt folk som författare, politiker (däribland Amerikas president Theodore Roosevelt), biskopar och aristokrater. 

## Hur det började
Morel skickades till Belgien av sin arbetsgivare rederiet Elder Dempster då han hade goda kunskaper i franska. Företaget hade ett avtal med kongofristaten och i Belgien lossade  och lastade det som skickades mellan Kongo och Europa. Här kom Morel att göra en upptäckt. Författaren Adam Hochschild skriver så här om denna:
| ”                            | Eftersom Morel talar flytande franska skickar rederiet honom regelbundet till Belgien för att övervaka lastning och lossning av fartyg på Kongotraden. Trots att de tjänstemän han samarbetar med obekymrat skött frakttrafiken i åratal börjar Morel lägga märke till saker som oroar honom. Han ser rederiets fartyg, fyllda upp till luckorna med värdefull last av gummi och elfenben, lägga till vid kajerna i Antwerpens stora hamn. Men när fartygen kastar loss för att ånga tillbaka till Kongo och militärorkestrar spelar på piren och ivriga unga män i uniform står i rader längs relingarna, består lasten mest av arméofficerare, skjutvapen och ammunition. Någon handel är det inte fråga om. Föga eller intet byts mot gummit och elfenbenet. När Morel ser rikedomarna strömma till Europa medan praktiskt taget ingenting skickas i utbyte till Afrika, inser han att orsaken bara kan vara en: slavarbete. Konfronterad med missförhållandena ryggar Morel inte tillbaka. Det han ser blir tvärtom avgörande för hans eget liv och för en märklig rörelse, den första stora människorättsrörelsen på 1900-talet. Sällan har en enda människa - lidelsefull, vältalig, begåvad med lysande organisationsförmåga och nästan övermänsklig energi - lyckats att under mer än ett decennium och nästan på egen hand skapa rubriker i en fråga på världspressens förstasidor. | „ |
| – Kung Leopolds vålnad sid 8 | |   |

## Morels kamp och styret i Kongo
Därefter drev Morel sitt budskap i sin lilla tidskrift West African Mail. Morel förstod att vinsterna från den mängd råvaror i form av elfenben och sedan gummi som strömmade till Europa måste vara mycket stora. Så var det också, Kung Leopold blev en av världens rikaste män. Morel själv förbjöds snabbt att resa till Kongo. Men han utvecklade en skicklig förmåga att ändå få tillgång till information, och ju mer han skrev desto mer fick han veta och desto fler hemliga dokument kom i hans händer. Varje besökare i Kongo, statstjänsteman, militär eller handelsresande som återvände till Europa och kände behov av att lätta sitt samvete efter att de sett människor piskas ihjäl och få händerna avhuggna i jakten på gummi, gick till Morel med denna information. 
Under Kongostatens första år var elfenben den mest eftertraktade varan, och då var den som jagades intensivt. Det var under denna period den polskbrittiske författaren Joseph Conrad besökte Kongo och många år senare skrev kortromanen Mörkrets hjärta i vilken den hysteriska elfenbensjakten framgår. Han kom senare att stödja Morels organisation. Men det var då gummit blev eftertraktat i Europa, som isoleringsmedel och till däckmaterial för cyklar, som den stora terrorn började. För att spara pengar krävdes det att för varje kula soldaterna sköt, skulle de redovisa en högerhand för att bevisa att kulan avfyrats mot en människa och inte slösats på ett djur. Ibland skedde det ändå och då högg soldaterna av händer på levande människor. Under "gummiterrorn" tvingade trupperna (som också var afrikaner) ut befolkningen i skogen för att från gummiträdens rankor utvinna det sirapsliknande gummit. Innan riktiga gummiplantager upprättats i världen skulle denna naturgummi generera stora vinster.

## Congo Reform Association bildas
Morel träffade vid ett tillfälle den brittiske konsuln i Kongo Roger Casement, som förvisso var irländare och sedan skulle bli en drivande person i den irländska nationalistiska rörelsen och även avrättas av britterna för högförräderi. Men före detta var han i den brittiska statens tjänst och förfärades lika mycket av vad som skedde i Kongo som Morel gjorde, han kunde även med egna ögon se vad som skedde. De två bestämde sig i mars 1904 för att grunda en organisation som mer målinriktat skulle bekämpa Leopolds styre, Congo Reform Association eller CRA kom namnet att bli. Morel var ansiktet utåt och Casement hjälpte till att finansiera den, han höll sig i bakgrunden för att kunna behålla sitt arbete som gav en unik insyn i landet. 
CRA organiserade under åren mellan 1904 och 1909 massmöten med flera tusentals människor. Såväl i Europa som i Amerika och ända borta i Australien fick människor se vad som försiggick i Kongo, förutom inspirerande tal kunde man nämligen även visa allmänheten bilder på grymheterna. Författare som bland annat gick med i rörelsen och skrev för den var förutom Joseph Conrad också Sherlock Holmes skapare Arthur Conan Doyle och Mark Twain.

## Leopold förlorar
Kritikerstormen mot Kung Leopold började bli alltmer massiv under 1907-1909 och hans motoffensiver allt mindre verkningsfulla. Slutligen tillsatte han en kommitté för att utreda förhållandena, vilket han gjort tidigare och då kommit undan eftersom han sett till att kommittén egentligen inte utredde någonting. 
Men den här gången gjorde den det, förhör hölls med människor som torterats och fått sina släktingar mördade av belgiska (och även andra européer i Leopolds tjänst) statstjänstemän som till exempel skjutit kongoleser som sport. En av domarna föll i gråt under en berättelse, vilket skvallrade om hur domen skulle bli. Leopold blev tvingad att överlämna styret av Kongo till Belgiska staten, därmed var inte terrorn helt över men den kom att successivt minskas tills Morel beslutade att upplösa CRA och dess sista möte hölls den 16 juni 1913. Många framträdande personligheter deltog och flera talare hyllade den då 39-årige Morel. Själv tyckte han gärna om att stå i rampljuset och delade det ogärna med någon, men han hyllade ändå sin vän och medgrundare av CRA Roger Casement. Morel deklarerade även Jag ska inte utmåla nuet i rosiga nyanser. Det kommer att ta generationer att läka Kongos sår. Men Grymheterna förekommer inte längre. Inkomsterna anskaffas inte längre av tvångs eller slavarbetare. Han avslutade med att säga Vi har slagit ett slag för mänsklig rättvisa, ett slag vars verkningar inte kan och inte kommer att upphöra.

## UDC-perioden
Första världskriget hade startat under sommaren 1914 och då övriga England och Europa drabbats av krigsyra ansåg Morel att kriget var vansinnigt. Han menade att England hade försatt sig i en orimlig situation genom hemliga fördrag med andra länder, fördrag som hölls hemliga för folket och parlamentet. Han såg inte sig själv som pacifist, utan sa att om England blev angripet skulle han strida...men England hade inte blivit angripet. Tillsammans med en grupp likasinnade bildade han UDC, union of democratic control. Dessa krigsmotståndare blev illa omtyckta kontrollerade... Scotland Yard läste deras post och avlyssnade deras samtal. Arga folksamlingar slängde stinkbomber på deras talare och rev ner banderoller. Ingen ville hyra ut lokaler åt organisationen och Morels tidigare beundrare övergav honom. 
Myndigheterna letade efter ett sätt att bli av med honom, 1917 anhölls han på basis av ett luddigt förbud mot att skicka antikrigslitteratur till neutrala länder, han dömdes till sex månaders straffarbete. Fängelsetiden tillbringade han i ett dammigt rum där han sydde postsäckar. 

## Svarta skammen i Rhenkampanjen
Som en del av sin allmänna opposition till fransk utrikespolitik, var Morel central i den engelska delen av svarta skammenkampanjen. Denna handlade om franska arméns användande av  ‘primitiva’ under ockupationen av Rhenlandet 1918-1930. I artiklar beskrev han detta i termar av "Black Scourge In Europe Sexual Horror Let Loose by France On Rhine Disappearance of Young German Girls", med meningar som France is "thrusting her black savages into the heart of Germany" och att "primitive African savages, the carriers of syphilis, have become a horror and a terror" till Rhenländarna och att soldaterna var "primitive African barbarians" som "stuffed their haversacks with eye-balls, ears and heads of the foe".

## Återupprättelse och politisk karriär
Morels karriär skulle göra en sista vändning. Han fick återupprättelse och blev rentvådd. Det visade sig att det hade förekommit sådana fördrag inom ententen som han hade sagt. Dessutom verkade många av de punkter som den amerikanske presidenten Woodrow Wilson föreslog i fredsuppgörelsen varit tagna från en av Morels broschyrer. UDC hade haft visst stöd av fackföreningsrörelsen under krigsåren och betraktade honom som hjälte. Morel som varit rederitjänsteman och för Afrikas bästa förespråkade total frihandel, hade aldrig sett sig själv som socialist utan snarare som liberal. Men 1922 kandiderade han för Labourpartiets räkning till parlamentet. I detta val besegrade han den tidigare ministern Winston Churchill som var en av de som fått honom inspärrad i fängelset.
Morel blev partiets mest framstående utrikespolitiske talesman, han omvaldes både 1923 och 1924 av väljarna i Dundee Skottland.
Fängelsetiden och de påfrestande förföljelserna under krigsåren gjorde att Edmund Morel vid bara 51 års ålder avled under en skogspromenad.

## Eftermäle
Morels minne hyllades med högtidligheter i Dundee, London och New York. 
Kongo var även efter överlämnandet till belgiska regeringen en av de hårdast styrda kolonierna. 1959 då Kongo ännu var under belgiskt styre fick belgiska soldater lära sig i sina böcker att Leopolds Kongo var ett exempel på uppoffrande, ståndaktigt och orubbligt uthålligt arbete, och att det på ett lysande sätt genomförde århundradets största humanitära kampanj då kongoleserna befriades från de "arabiska slavhandlarna". Angående kritiken kunde de läsa att "Den kritik som förekom under förtalskampanjer organiserade av avundsamma utlänningar har visat sig sakna varje grund." Landet dolde och ljög följaktligen om sin historia så gott det kunde. 1960 blev Kongo självständigt, men förvandlades till diktatur under Mobutu 1965. En belgisk diplomat i Västafrika, Jules Marchal, utgav under 1970-talet fyra stora volymer av Leopolds styre i Kongo, där Marchal drar fram alla vedervärdigheter han stött på i de överlevande dokumenten i ljuset. Härigenom har Morel fått också viss historisk upprättelse. I och med författaren Adam Hochschilds bok Kung Leopolds vålnad togs Edmund Morels gärningar åter upp.